# Средние Багазы
Средние Багазы (баш. Урта Бағаҙы) — деревня в Караидельском районе Республики Башкортостан Российской Федерации. Входит в состав Караидельского сельсовета.

## География

### Географическое положение
Расстояние до:
- районного центра (Караидель): 5 км,
- центра сельсовета (Караидель): 5 км,
- ближайшей ж/д станции (Щучье Озеро): 113 км.

## Население
| 2002 | 2010 |
| ---- | ---- |
| 11   | ↘0   |

Национальный состав
Согласно переписи 2002 года, преобладающие национальности — русские (27 %), татары (27 %).